# توريفيكيا تياتينا
توريفيكيا تياتينا (بالإيطالية: Torrevecchia Teatina)‏ هي بلدية في مقاطعة كييتي في إقليم أبروتسو الإيطالي.

## السكان
في سنة 1861 بلغ عدد السكان 1٬939 نسمة، وتطور العدد ليصل في سنة 2011 لـ 4٬092 نسمة.
يظهر هذا المخطط البياني تطور النمو السكاني لـ توريفيكيا تياتينا